# Валдо Машадо
Ва́лдо Маша́до да Си́лва (на португалски: Waldo Machado da Silva; род. 9 септември 1934, Нитерой), повече известен като Валдо — бразилски футболист, нападател. Най-добър голмайстор в историята на „Флуминенсе“ с 319 гола (включително головете в приятелските срещи), втори голмайстор в историята на „Валенсия“.

## Биография
На клубно ниво кариерата му е безупречна. Между 1954 и 1962 Валдо вкарва 314 гола в 501 мача за „Флуминенсе“, което го прави стрелец №1 в историята на клуба. След това се мести в Европа, където добавя още 160 попадения с екипа на „Валенсия“. С „прилепите“ печели два трофея в евротурнирите и Купата на Краля, а през 1967 г. е голмайстор №1 на Примера. За широката публика обаче си остава маргинална фигура, тъй като е принуден да се конкурира с Пеле и Гаринча, успявайки да се пребори едва за 5 мача с екипа на „кариоките“.

## Успехи

### Отборни
Флуминенсе (Рио де Жанейро) 

- Победител в турнира Рио-Сан-Паулу (2): 1957, 1960
- Шампион в щата Рио де Жанейро (1): 1959

 Валенсия
- Носител на Купата на Испания: 1967
- Носител на Купата на Панаирните градове (2): 1962, 1963

### Лични
- Голмайстор №1 в Лига Кариока: 1956
- Голмайстор №1 в шампионата на Испания: 1967
- Голмайстор №1 на турнира Рио-Сан Паулу (2): 1957, 1960[1]
- Голмайстор №1 в Купата на Панаирните градове (3): 1962, 1963[2], 1964